# Östre-Totjärnen
Östre-Totjärnen är en sjö i Norsjö kommun i Västerbotten och ingår i Skellefteälvens huvudavrinningsområde. Sjön har en area på 0,0922 kvadratkilometer och ligger 317,1 meter över havet.

## Delavrinningsområde
Östre-Totjärnen ingår i det delavrinningsområde (720573-167579) som SMHI kallar för Utloppet av Vajsjön. Medelhöjden är 315 meter över havet och ytan är 29,17 kvadratkilometer. Det finns inga avrinningsområden uppströms utan avrinningsområdet är högsta punkten. Noret som avvattnar avrinningsområdet har biflödesordning 4, vilket innebär att vattnet flödar genom totalt 4 vattendrag innan det når havet efter 119 kilometer. Avrinningsområdet består mestadels av skog (56 procent) och sankmarker (25 procent). Avrinningsområdet har 1,01 kvadratkilometer vattenytor vilket ger det en sjöprocent på 3,5 procent. Bebyggelsen i området täcker en yta av 0,85 kvadratkilometer eller 3 procent av avrinningsområdet.